# Lokrijski dijalekt
| Zapadna grupa: ██ dorsko ██ sjeverozapadno dorsko ██ ahejsko dorsko | Središnja grupa: ██ eolsko ██ arkadociparsko | Istočna grupa: ██ atičko ██ jonsko |
|                                                                     |                                              |                                    |

Lokrijski grčki dijalekt jest dijalekt antičkog grčkog iz Lokride u Središnjoj Grčkoj. Riječ je o dijalektu sjeverozapadnoga dorskog narječja. Lokri su bili podijeljeni u dva plemena: ozolske i opuntske Lokre, pa se i njihov jezik može tako podijeliti. Oba je dijalekta opisao Wilhelm Dittenberger, urednik projekta Inscriptiones Graecae.

## Ozolski lokrijski
- Dativ množine treće deklinacije glasi -οις (-ois) umjesto -σι(ν) (-si(n)) što je obilježje sjeverozapadnog narječja, primjerice μειόνοις meíonois — μείοσι meíosi
- Asimilacija kape u prijedlogu ἐκ (ek) s prvim suglasnikom sljedeće riječi, primjerice ἐλ λιμένος e(l) limenos — ἐκ λιμένος ek limenos
- Prijedlog κατά (kata) traži genitiv umjesto akuzativa, κατὰ μελίττης katá melíttēs — κατὰ μελίττην katá melíttēn

## Opuntski lokrijski
- Dativ množine treće deklinacije završava na -εσσι (-essi) umjesto ozolskog -οις (-ois), riječ je o obilježju eolskog koje se može vidjeti i u fokidskom dijalektu, primjerice Κεφαλλάνεσσι Kephallánessi —  Κεφαλλάνοις Kephallánois
- Infinitiv na -εν (-en) umjesto -ειν (-ein), primjerice ἀναγράφεν anagráphen — ἀναγράφειν anagráphei
- Patronimi nastaju po imenu koje definiraju, to je eolska osobina, primjerice Δαναΐς Νικοτελεία Danaií Nikoteleía — Δαναΐς Νικοτέλους Danaís Nikotélous
- Kao i u ozolskom, prijedlog κατά (kata) traži genitiv